# La5
La5 este un canal de televiziune italian de divertisment, lansat pe 12 mai 2010, operat de compania media Mediaset și deținut de MFE - MediaForEurope⁠(d). 
Este dedicat pentru publicul feminin și difuzează filme, seriale de televiziune și telenovele.

## Seriale
- Dragoste și putere
- Prietenii tăi
- Californication
- Grande Fratello
- Buffy, spaima vampirilor
- Suits
- Jurnalele vampirilor
- Doctor House
- Gossip Girl: Intrigi la New York
- Dinastia Tudorilor
- Will & Grace
- ICarly
- Magicienii din Waverly Place
- Dallas
- Rebel în California